# Colorado Avalanche
Colorado Avalanche és un equip professional d'hoquei sobre gel de Denver (Colorado, Estats Units). Juga a la National Hockey League a la Divisió nord-oest de la Conferència Oest.
Comparteixen el Ball Arena de Denver amb els Denver Nuggets de l'NBA, en hoquei té 18.000 espectadors i és un dels equips de la lliga amb més seguidors. Juguen amb jersei vermell marronós i pantalons negres a casa, i a fora amb jersei blanc i pantalons negres.

## Història
Fou fundat el 1995 després del trasllat de l'anterior franquícia, els Quebec Nordiques, i en el seu primer any van guanyar la Stanley Cup. Durant els anys 1990 els Colorado Avalanche van ser un dels dominadors de la lliga, i tenen el rècord de victòries consecutives en la seva Divisió (nou, de 1995 a 2003). A la temporada 2000/01 van guanyar una segona Copa Stanley. També ha guanyat dues vegades el Trofeu dels Presidents al millor equip de la lliga regular (1996 i 2001) i 9 trofeus de divisió.

## Pavelló
El Ball Arena (també conegut com a The Can) és un pavelló multiesportiu situat a Denver, Colorado. És la llar de diversos equips de diferents esports, com són Colorado Avalanche, Denver Nuggets, Colorado Mammoth i Colorado Crush. Quan no és usat per cap conjunt de Denver, el pavelló sovint és utilitzat per a concerts musicals. El Pepsi Center, a més, servirà com seu de la Convenció Nacional Democràtica de 2008.

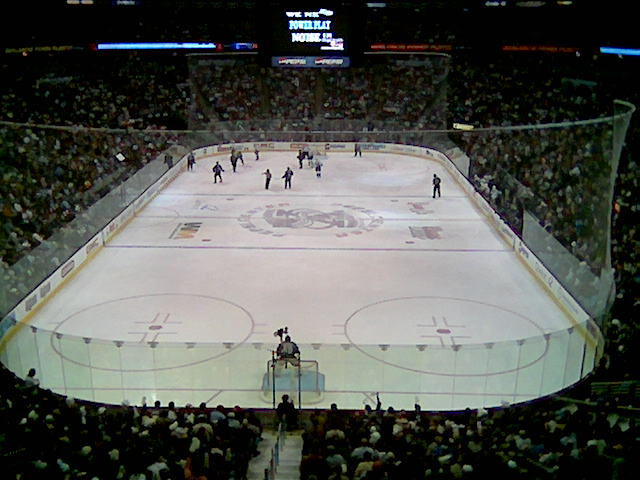
Interior del Ball Arena durant el quart partit de les Semifinals de l'Oest de la NHL de 2006 davant Anaheim Migthy Ducks

El Ball Arena va ser construït com a part del programa esportiu de millora juntament amb el Coors Field, casa de Colorado Rockies, i l'Invesco Field, de Denver Broncos. El complex va ser construït per a ser fàcilment accessible, sent allotjat en la Speer Boulevard, carretera principal del centre de Denver, i amb una sortida propera a la Interstate 25. A més, en el costat oest del complex, hi ha una estació ferroviària, la Pepsi Center/Elitch Gardens.
El 20 de novembre de 1997 es va començar a construir el pavelló, sent acabat l'octubre de 1999. L'obertura del complex està marcada pel concert que va donar Celine Dion. La capacitat de l'estadi és de 19.309 per als partits de bàsquet i de 18.007 per a l'hoquei i lacrosse. També inclou un camp d'entrenament de bàsquet usat pels Nuggets, i el restaurant Blue Sky Grill, accessible tant des de dintre com per fora del complex.
Abans de la construcció d'aquest estadi, Denver Nuggets i Colorado Avalanche disputaven els seus partits en el McNichols Sports Arena, un pavelló que des de llavors ha estat derruït i actualment és utilitzat com pàrquing de l'Invesco Field.

## Palmarès
- Stanley Cup: 3 (1996, 2001 i 2022)
- Trofeu dels Presidents: 2 (1996 i 2001)
- Trofeu de Divisió: 9 (1995, 1996, 1997, 1998, 1999, 2000, 2001, 2002, 2003)